# Leonard Pietari Tapaninen
Leonard Pietari Tapaninen (Pekka Tapaninen, L. P. Tapaninen, född 5 april 1893 i Tavastehus, död 24 februari 1982 i Esbo, var biskop i Uleåborgs stift inom Evangelisk-lutherska kyrkan i Finland åren 1963-1965.
Tapaninen prästvigdes år 1915. Sin pastoralexamen tog han år 1917. Före sin tid som biskop verkade han som församlingspräst i flera olika församlingar i norra Finland och bland annat som kyrkoherde i Uleåborgs domkyrkoförsamling. 
Tapaninen verkade även som predikant i læstadianska sammanhang. Före vinterkriget satt han också i Finlands riksdag i Fosterländska folkrörelsens riksdagsgrupp 1933-1935. 